# Zoológico do Central Park
O Zoológico do Central Park (em inglês Central Park Zoo) é um famoso zoológico localizado no Central Park, na cidade de Nova Iorque.

## História
Em 1864 foi confirmado a montagem de um zoológico em Nova York, tornando-se o segundo zoológico de propriedade pública dos Estados Unidos, após o Zoológico da Filadélfia, que fora fundado em 1859.

## Galeria de imagens

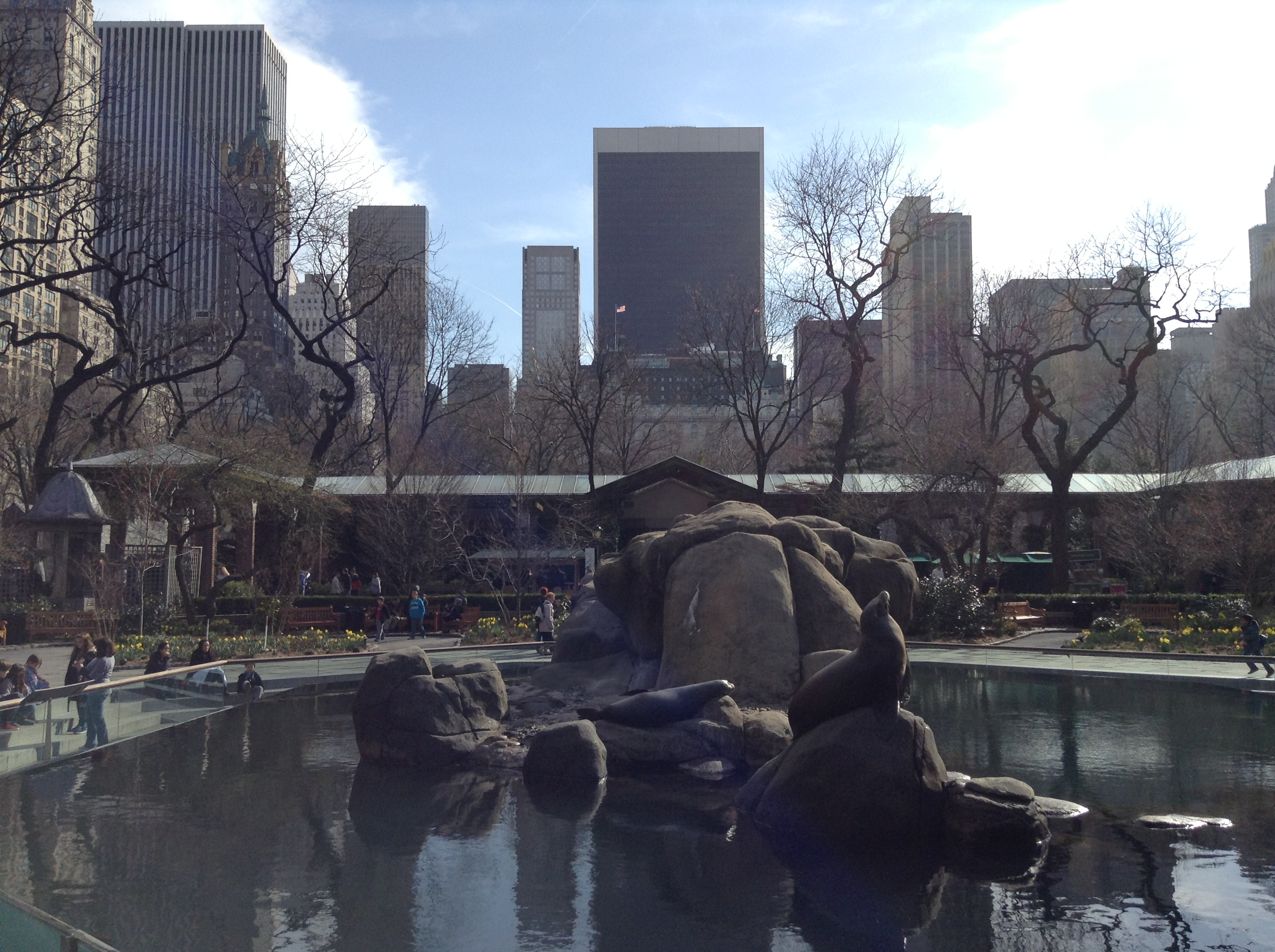
Vista do zoológico.
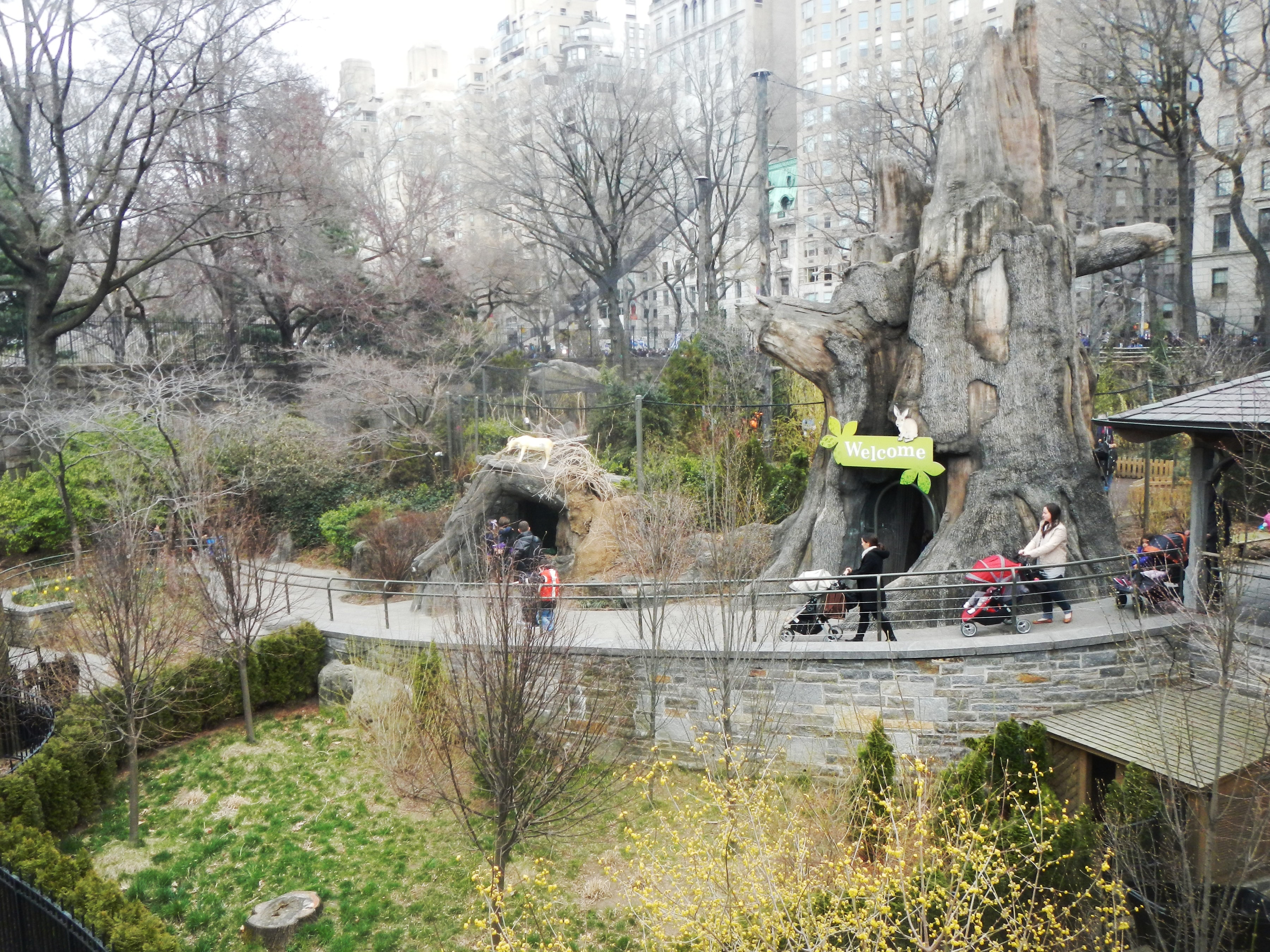
Visitantes.

## Na cultura popular
O Zoológico do Central Park é onde acontece boa parte da história do filme de animação, Madagascar, lançado em 2005.